# Все леди делают это
«Все леди делают это» (итал. Così fan tutte) — эротический фильм режиссёра Тинто Брасса. Название позаимствовано из оперы-буффа «Так поступают все», созданной знаменитым композитором Вольфгангом Амадеем Моцартом и итальянским либреттистом Лоренцо да Понте. В фильме использована музыка Вольфганга Амадея Моцарта из одноимённой оперы. Другое русское название картины: «Так поступают все женщины».
Тинто Брасс в этой картине поднимает вопросы взаимоотношений супружеской пары, верности и измены. Несмотря на то, что в фильме присутствуют откровенные эротические сцены, он в большей степени является драмой, так как обладает интересным драматическим сюжетом и насыщенным содержанием. Премьера кинофильма состоялась 21 февраля 1992 года в Италии.

## Сюжет
В фильме рассказывается история одной супружеской пары. Диана, чувственная женщина, вышла замуж за Паоло и теперь любит своего мужа. Но она постоянно ищет новых наслаждений и изменяет супругу. Вместо того, чтобы скрывать свои измены, она обо всех своих похождениях рассказывает мужу, причём довольно подробно. Паоло же не верит в правдивость рассказов Дианы и принимает их только за её сексуальные фантазии. Рассказы Дианы позволяют разнообразить сексуальные отношения супругов и внести в них новый импульс.
Однажды Диана возвращается из поездки в Венецию, где она встречалась с поэтом Альфонсо Донатьеном — своим новым любовником. Паоло после возвращения жены замечает у неё на теле отметины зубов, и это вызывает у него бешеную ревность. Он начинает понимать, что жена ему изменяет. Между супругами происходит ссора, и Паоло уходит из дома, несмотря на все попытки Дианы помириться с ним.
Теперь Паоло размышляет о своей ситуации и решает встретиться с другой женщиной, ей оказывается одна из подруг Дианы. Через некоторое время Паоло приходит к мысли, что строгие принципы морали только ухудшают жизнь, а постоянство сексуальных отношений является неестественным и лишает человека радостей любви и удовольствия.

## В ролях
- Главные роли
  - Клаудия Колл — Диана
  - Паоло Ланца — Паоло
  - Изабелла Дейяна — Антоньетта
  - Орнелла Маркуччи — Надя
  - Ренцо Ринальди — синьор Сильвио
  - Франко Бранчиароли — Альфонсо Донатьен
- Второстепенные роли
  - Маурицио Мартиноли — Лелло
  - Жан Рене Лемуан
  - Марко Марчиани
  - Осириде Певарелло — пассажир в автобусе
  - Россанна ди Пьерро
  - Роза Мария Пецулло
  - Лусьяна Чиренеи
  - Люсия Лукчесино
  - Антонио Конте
  - Пьеранжела Валлерино
  - Тинто Брасс — комендант Скарфатти (нет в титрах)
  - Андреа Берардекурти (нет в титрах)

## Другие названия
- «Все леди поступают так» — «All Ladies Do It»
- «Так поступают все женщины» — «All Women Do It»

## Издание фильма в России
В России фильм выпускался вначале на видеокассетах, а затем на DVD. Дистрибьютером продаж этого фильма в России является компания «Союз Видео».